# Робърт Лукас
Робърт Емерсън Лукас-младши (на английски: Robert Emerson Lucas, Jr.) е американски икономист от Чикагския университет. Той е сред най-влиятелните икономисти от 70-те години насам, като променя основите на макроикономиката, доминирана дотогава от кейнсианството, настоявайки, че макроикономическите модели трябва да имат микроикономическа основа. През 1995 г. Робърт Лукас получава Наградата за икономически науки на Шведската банка в памет на Алфред Нобел.
Лукас е известен със своите изследвания на последствията от хипотезата за разумни очаквания. Той показва, че предполагаемите зависимости в икономиката, например привидната връзка между инфлация и безработица, се променят в резултат на промени в икономическата политика.